# Thranius obliquefasciatus
Thranius obliquefasciatus är en skalbaggsart som beskrevs av Pu 1992. Thranius obliquefasciatus ingår i släktet Thranius och familjen långhorningar. Inga underarter finns listade i Catalogue of Life.